# NGC 5434
NGC 5434 في الفهرس العام الجديد، هي مجرة، تقع في كوكبة العواء. اكتشفت في 25 أبريل 1883 بواسطة فيلهلم تمبل.

## روابط خارجية
- NGC 5434 على موقع ويكي سكاي: DSS2, SDSS, GALEX, IRAS, Hydrogen α, X-Ray, Astrophoto, Sky Map, Articles and images